# Dezna

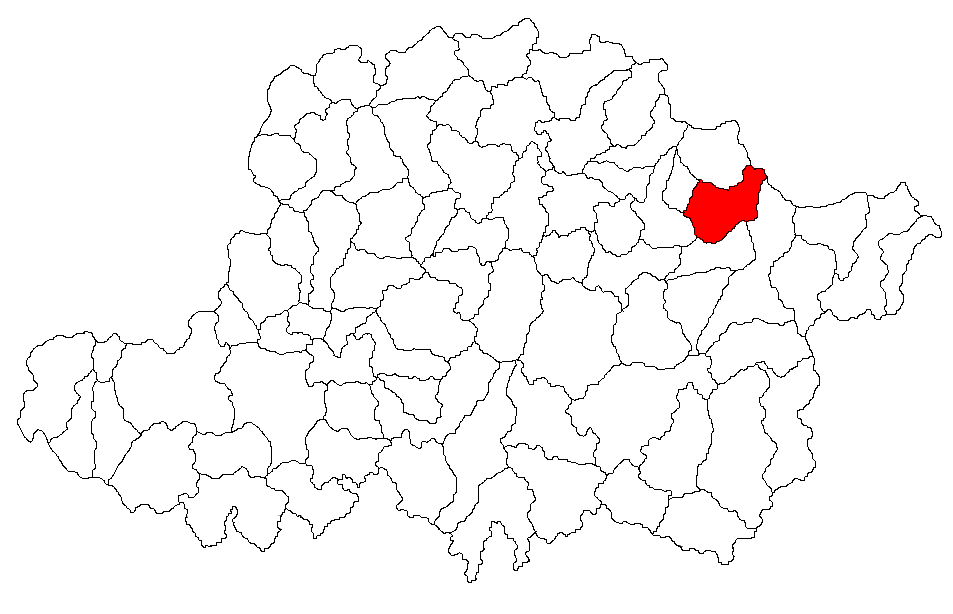
Lage von Dezna im Kreis Arad

Dezna (deutsch Desna, ungarisch Dézna) ist eine Gemeinde im Kreis Arad, im Kreischgebiet, im Westen Rumäniens.

## Geografische Lage
Dezna liegt am Fuße des Codru-Moma-Gebirges, in 92 km Entfernung von der Kreishauptstadt Arad.

## Nachbarorte
| Slatina de Criș | Rănușa                                      | Codru-Moma-Gebirge |
| Buhani          | Kompassrose, die auf Nachbargemeinden zeigt | Codru-Moma-Gebirge |
| Sǎlǎjeni        | Laz                                         | Codru-Moma-Gebirge |

## Geschichte
Die erste urkundliche Erwähnung der Festung Dezna stammt aus dem Jahr 1318.
Die Entstehung der Ortschaft Dezna ist eng verbunden mit der Geschichte der gleichnamigen Burg. Nach einigen Historikern kommt der Ortsname von dem Dakerkönig Decebalus. Die Festung Dezna war Teil des Abwehrsystems des westlichen Transsilvaniens. Nach dem Abzug der Türken 1596 war Gaspar Kornis Burgherr, 1619 wurde die Festung von Gabriel Bethlen dem Wojwoden Marcu-Cercel geschenkt, bis diese 1658 wieder von der Türken erobert wurde.
Nach dem Frieden von Karlowitz (1699) kam Arad und das Maroscher Land unter österreichische Herrschaft, während das Banat südlich der Marosch bis zum Frieden von Passarowitz (1718) unter Türkenherrschaft verblieb. Auf der Josephinischen Landaufnahme ist Deszkna Markt eingetragen.
Infolge des Österreichisch-Ungarischen Ausgleichs (1867) wurde das Arader Land, wie das gesamte Banat und Siebenbürgen, dem Königreich Ungarn innerhalb der Doppelmonarchie Österreich-Ungarn angegliedert. Die amtliche Ortsbezeichnung war Dézna.
Der Vertrag von Trianon am 4. Juni 1920 hatte die Grenzregulierung zur Folge, wodurch Dezna an das Königreich Rumänien fiel.

## Bevölkerungsentwicklung
| 1880 | 2573 | 2311 | 174 | 12 | 76          |
| 1910 | 3115 | 2791 | 306 | 6  | 12          |
| 1930 | 2790 | 2699 | 75  | 5  | 11          |
| 1977 | 1995 | 1987 | 6   | -  | 2           |
| 1992 | 1736 | 1722 | 5   | -  | 9           |
| 2002 | 1523 | 1495 | 10  | 3  | 15          |
| 2021 | 999  | 921  | -   | -  | 78 (2 Roma) |